# NGC 6213
NGC 6213 é uma galáxia espiral (Sa) localizada na direcção da constelação de Draco. Possui uma declinação de +57° 48' 54" e uma ascensão recta de 16 horas, 41 minutos e 37,3 segundos.
A galáxia NGC 6213 foi descoberta em 25 de Junho de 1887 por Lewis A. Swift.